# مقاطعة كربون (مونتانا)
مقاطعة كربون (بالإنجليزية: Carbon County)‏ هي إحدى مقاطعات ولاية مونتانا في الولايات المتحدة الأمريكية.